# Camila Vieira da Silva
Camila Vieira da Silva (Fortaleza) é uma jornalista, pesquisadora, crítica de cinema e curadora brasileira. Formou-se em Comunicação Social com ênfase em Jornalismo pela Universidade Federal do Ceará (2005) e em Filosofia pela Universidade Estadual do Ceará (2012). É mestra em Comunicação pela Universidade Federal do Ceará (2010) e doutora em Comunicação pela Universidade Federal do Rio de Janeiro (2018).

## Biografia
Começou sua graduação em Jornalismo em 2001 e concluiu em 2005, com trabalho de conclusão intitulado "Do Cheio ao Vazio: Uma Análise do Silêncio nas Obras de Leonilson". Sua pesquisa para a graduação em Filosofia se chama "Experiência e Pobreza em Walter Benjamin: o conformismo e o bem-estar na modernidade".
Em 2008 concluiu um curso de especialização em Comunicação e Cultura na Faculdade 7 de Setembro, com o trabalho "O Diálogo entre Obra, Autor e Leitor: Reflexões sobre a Estética da Recepção".
Seu Mestrado em Comunicação, realizado na Universidade Federal do Ceará e concluído em 2012, foi realizado com bolsa da Fundação Cearense de Apoio ao Desenvolvimento Científico e Tecnológico. A dissertação, intitulada "O Sensível da Imagem: Sensorialidade, Corpo e Narrativa no Cinema Contemporâneo da Ásia", aborda o cinema recente de países asiáticos como Tailândia, China e Japão.
Em 2013 trabalhou como diretora do curta-metragem Multidões, uma narrativa não-linear protagonizada por mulher sobre solidão. O filme de Camila Vieira faz parte do projeto Curta Mulheres.
Concluiu seu doutorado em Comunicação na UFRJ em 2018, com bolsa CAPES, com a tese chamada "Rastros no visível: estética do desaparecimento no cinema contemporâneo brasileiro". Trata-se de uma investigação sobre o cinema brasileiro contemporâneo e as imagens nele suscitadas.
É crítica de cinema integrante da equipe do site Feito por Elas desde 2016.
Nos últimos anos Camila Vieira tem trabalhado, também, como curadora. Participa das equipes de curadoria e programação da Mostra de Cinema de Tiradentes desde 2017, da Mostra de Cinema de Ouro Preto - CineOP desde 2018 e da Mostra de Cinema de Belo Horizonte - CineBH desde 2022.
Em 2019 publicou o livro Mulheres atrás das câmeras: as cineastas brasileiras de 1930 a 2018, organizado com Luiza Lusvarghi, que conta com 27 artigos e mais de 250 verbetes sobre realizadoras do cinema brasileiro.

## Afiliação
Integrante da Associação Cearense de Críticos de Cinema entre 2016 e 2020.
Membra associadas da Associação Brasileira de Críticos de Cinema desde 2014 até o período corrente.

## Premiações
Indicada e finalista ao Prêmio Jabuti na categoria Ensaios - Artes, com o livro "Mulheres atrás das câmeras: as cineastas brasileiras de 1930 a 2018”.